# Filippo De Luigi
Filippo De Luigi (* 26. Oktober 1938 in Venedig; † 14. Juli 2020) war ein italienischer Film- und Fernsehschaffender.

## Leben
De Luigi begann mit Regieassistenzen bei Theaterarbeiten und wandte sich 1960 dem Fernsehen zu, wo er zahlreiche verschiedene Formate in Szene setzte: Nachrichtensendungen und Kulturprogramme, Reportagen und Musikvideos. Unter seinen Dokumentarfilmen ragt der 1980 in Venedig präsentierte Alle prese con cinema a TV heraus. Auch eine Fernsehserie aus dem Jahr 1977, Il giornale di bordo di Aimaro, findet sich in De Luigis Schaffen.
Im Kino debütierte er – 1967 hatte er in einem Film gespielt, Ende der 1980er Jahre zwei Werke von Lodovico Gasparini produziert – als Regisseur 1991. Das Drama Errore fatale um einen fälschlicherweise mit AIDS diagnostizierten Journalisten blieb sein einziger Beitrag für die große Leinwand. Für den kleinen Bildschirm wurde ab 1997 die Serie um Frauenärztin Giorgia Basile, La dottoressa Giò, ein großer, bald fortgesetzter Erfolg.
Nicht zu verwechseln ist De Luigi mit dem Schauspieler Luigi De Filippo.

## Filmografie (Auswahl)

### Regisseur
- 1991: Diagnose: Positiv (Errore fatale)
- 1993: Dolphin Girl (La ragazza del delfino) (Fernsehfilm)
- 1997: La dottoressa Giò (Fernsehserie)